# 马克斯·普朗克生物物理化学研究所
马克斯·普朗克生物物理化学研究所（德語：Max-Planck-Institut für biophysikalische Chemie），亦称卡尔·弗里德里希·邦赫费尔研究所（Karl-Friedrich-Bonhoeffer-Institut），是德国哥廷根马克斯·普朗克研究所的一个研究机构。目前，850人在研究所工作，其中约一半是科学家。马克斯·普朗克生物物理化学研究所是唯一一个结合三大经典学科——生物学、物理学和化学的马普所分支。该所成立于1971年，其最初的重点是物理和化学问题。从那时起，它经历了不断演变，工作领域扩展至神经生物学，生物化学和分子生物学领域。